# Пересветово (Псковская область)
Пересве́тово — деревня в Краснопрудской волости Псковского района Псковской области России.
Расположена в 4 км к юго-востоку от волостного центра Кирово.
| 2001 | 2002 | 2010 |
| ---- | ---- | ---- |
| 94   | ↘26  | ↘10  |